# Чичиллине, Дэвид

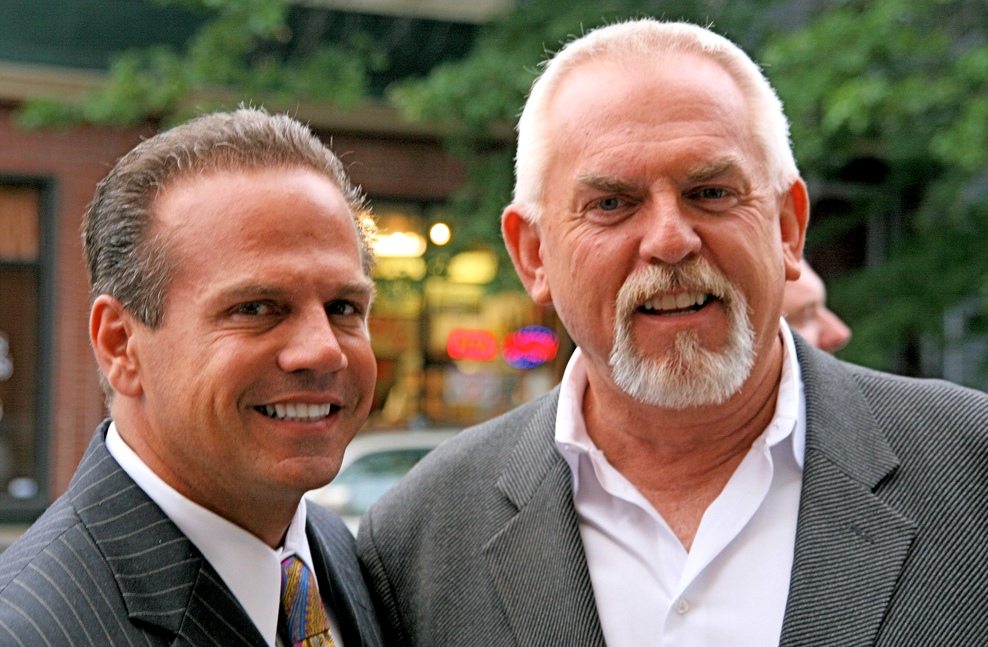
Девид Чичиллине (слева) и Йохан Ратзенберг

Дэ́вид Нико́ла Ци́циллин (итал. David Nicola Cicilline, родился в 1961 году, Уайтхолла, Монтана, США) — американский политик, мэр Провиденса, штат Род-Айленд, первый открытый гей-мэр американского города.
В 2010 году избран в Конгресс США.

## Награды
- Медаль Мхитара Гоша (16 декабря 2021 года, Армения) — по случаю 30-летия установления дипломатических отношений между Республикой Армения и Соединёнными Штатами Америки, за значительный вклад в укрепление и развитие армяно-американских дружественных отношений и защиту общечеловеческих ценностей[3].